# Inger-Kristin Berg
Inger-Kristin Berg (ur. 19 grudnia 1968 w Calgary) – kanadyjska biathlonistka. W Pucharze Świata zadebiutowała 17 stycznia 1991 roku w Ruhpolding, gdzie zajęła 42. miejsce w biegu indywidualnym. Pierwsze punkty wywalczyła 16 marca 1991 roku w Canmore, gdzie zajęła 17. miejsce w sprincie. Nigdy nie stanęła na podium zawodów indywidualnych, jednak 17 marca 1991 roku w Canmore wspólnie z Gillian Hamilton, Lise Meloche i Myriam Bédard zwyciężyła w biegu drużynowym. Najlepsze wyniki osiągnęła w sezonie 1990/1991, kiedy zajęła 54. miejsce w klasyfikacji generalnej. W 1994 roku wystąpiła na mistrzostwach świata w Canmore, gdzie zajęła szóste miejsce w biegu drużynowym. Na rozgrywanych dwa lata później mistrzostw świata w Ruhpolding zajęła 14. miejsce w biegu indywidualnym, 56. miejsce w sprincie i dwunaste w sztafecie. W 1994 roku wystąpiła również na igrzyskach olimpijskich w Lillehammer, zajmując 51. miejsce w biegu indywidualnym i 15. w sztafecie. Brała też udział w igrzyskach w Nagano w 1998 roku, zajmując 17. miejsce w sztafecie.

## Osiągnięcia

### Igrzyska olimpijskie
| Rok  | Miejscowość | Konkurencje | Konkurencje | Konkurencje | Konkurencje | Konkurencje | Konkurencje | Konkurencje |
| Rok  | Miejscowość | IN          | SP          | PU          | MS          | RL          | MR          | SR          |
| ---- | ----------- | ----------- | ----------- | ----------- | ----------- | ----------- | ----------- | ----------- |
| 1994 | Lillehammer | 51.         | –           | nd.         | nd.         | 15.         | nd.         | –           |
| 1998 | Nagano      | –           | –           | nd.         | nd.         | 17.         | nd.         | –           |

### Mistrzostwa świata
| Rok  | Miejscowość | Konkurencje | Konkurencje | Konkurencje | Konkurencje | Konkurencje | Konkurencje | Konkurencje |
| Rok  | Miejscowość | IN          | SP          | PU          | MS          | RL          | MR          | SR          |
| ---- | ----------- | ----------- | ----------- | ----------- | ----------- | ----------- | ----------- | ----------- |
| 1996 | Ruhpolding  | 14.         | 56.         | –           | nd.         | 12.         | nd.         | –           |

### Puchar Świata

#### Miejsca w klasyfikacji generalnej
| Sezon     | Miejsce |
| --------- | ------- |
| 1990/1991 | 54.     |
| 1991/1992 | -       |
| 1992/1993 | -       |
| 1993/1994 | -       |
| 1995/1996 | 59.     |
| 1996/1997 | -       |
| 1997/1998 | -       |
| 1998/1999 | -       |

#### Miejsca na podium chronologicznie
Berg nigdy nie stanęła na podium zawodów PŚ.